# Dianella stipitata
Dianella stipitata är en grästrädsväxtart som beskrevs av Jakob Schlittler. Dianella stipitata ingår i släktet Dianella och familjen grästrädsväxter.
Artens utbredningsområde är Nya Kaledonien. Inga underarter finns listade i Catalogue of Life.